# Lycianthes macrodon
Lycianthes macrodon är en potatisväxtart som först beskrevs av Wallich och Christian Gottfried Daniel Nees von Esenbeck, och fick sitt nu gällande namn av Friedrich August Georg Bitter. Lycianthes macrodon ingår i Himmelsögonsläktet som ingår i familjen potatisväxter. Inga underarter finns listade i Catalogue of Life.